# Folklore (Nelly Furtado)
Folklore è il secondo album della cantante canadese Nelly Furtado, pubblicato il 25 novembre 2003 negli Stati Uniti dall'etichetta DreamWorks Records.

## Accoglienza
| Recensione           | Giudizio |
| -------------------- | -------- |
| AllMusic             |          |
| Entertainment Weekly | A–       |
| Rolling Stone        |          |
| The Guardian         |          |

Folklore ha ottenuto recensioni tiepide da parte dei critici musicali. Su Metacritic, sito che assegna un punteggio normalizzato su 100 in base a critiche selezionate, l'album ha ottenuto un punteggio medio di 60 basato su undici recensioni.

## Tracce
1. One-Trick Pony (feat. Kronos Quartet) – 4:47 (Nelly Furtado, Gerald Eaton, Brian West)
2. Powerless (Say What You Want) – 3:53 (Brian West, Nelly Furtado, Gerald Eaton, Trevor Horn, Anne Dudley, Malcolm McLaren)
3. Explode – 3:45 (Nelly Furtado, Gerald Eaton)
4. Try – 4:38 (Brian West, Nelly Furtado)
5. Fresh of the Boat – 3:16 (Nelly Furtado, Gerald Eaton, Brian West)
6. Força – 3:40 (Brian West, Nelly Furtado, Gerald Eaton)
7. The Grass Is Green – 3:51 (Nelly Furtado, Mike Elizondo)
8. Picture Perfect – 5:16 (Nelly Furtado, Gerald Eaton, Brian West)
9. Saturdays (feat. Jarvis Church) – 2:05 (Nelly Furtado)
10. Build You Up – 4:58 (Nelly Furtado, Gerald Eaton, Brian West)
11. Island of Wonder (feat. Caetano Veloso) – 3:48 (Nelly Furtado, Jasper Gahunia, Simón Díaz)
12. Childhood Dreams – 6:33 (Nelly Furtado)

UK bonus tracks
1. Try (acoustic version) – 3:58
2. CD-ROM video footage

Japanese bonus tracks
1. Powerless (Say What You Want) (alternative acoustic mix) – 3:47
2. Try (acoustic version) – 3:58

Latin American re-issue
1. Powerless (Say What You Want) (feat. Juanes) – 3:57

## Classifiche

### Classifiche settimanali
| Classifiche (2003-04) | Posizione massima |
| --------------------- | ----------------- |
| Austria               | 10                |
| Belgio (Fiandre)      | 12                |
| Francia               | 122               |
| Germania              | 4                 |
| Italia                | 14                |
| Messico               | 65                |
| Paesi Bassi           | 4                 |
| Portogallo            | 2                 |
| Regno Unito           | 11                |
| Stati Uniti           | 38                |
| Svizzera              | 13                |

### Classifiche di fine anno
| Classifica (2004) | Posizione |
| ----------------- | --------- |
| Austria           | 31        |
| Belgio (Fiandre)  | 69        |
| Germania          | 5         |
| Paesi Bassi       | 15        |
| Svizzera          | 21        |